# Hirofumi Yamauchi
Hirofumi Yamauchi (山内 寛史 Yamauchi Hirofumi?), född 9 februari 1995 i Saitama prefektur, är en japansk fotbollsspelare.
Yamauchi började sin karriär 2017 i Cerezo Osaka. 2018 blev han utlånad till FC Machida Zelvia. Han gick tillbaka till Cerezo Osaka 2020 men flyttade 2021 till FC Gifu.